# Emil Rockov
Emil Rockov (en cirílico: Емил Роцков;Novi Sad, Serbia y Montenegro, 27 de enero de 1995) es un futbolista serbio. Juega de portero y su equipo es el F. K. Sarajevo de la Liga Premier de Bosnia y Herzegovina.

## Selección nacional
Es internacional absoluto con la selección de Serbia desde el año 2019.

## Clubes
| Club                               | País                 | Año       |
| ---------------------------------- | -------------------- | --------- |
| F. K. Vojvodina                    | Serbia               | 2013-2015 |
| F. K. Sloga Temerin (préstamo)     | Serbia               | 2014-2015 |
| F. K. Proleter Novi Sad (préstamo) | Serbia               | 2015      |
| F. K. Proleter Novi Sad            | Serbia               | 2016      |
| F. K. Vojvodina                    | Serbia               | 2017-2020 |
| MOL Fehérvár F. C.                 | Hungría              | 2020-2024 |
| F. K. Vojvodina (préstamo)         | Serbia               | 2022      |
| F. K. Sarajevo                     | Bosnia y Herzegovina | 2024-     |

## Palmarés

### Títulos nacionales
| Título                       | Club            | País                 | Año     |
| ---------------------------- | --------------- | -------------------- | ------- |
| Copa de Serbia               | F. K. Vojvodina | Serbia               | 2013-14 |
| Copa de Serbia               | F. K. Vojvodina | Serbia               | 2019-20 |
| Copa de Bosnia y Herzegovina | F. K. Sarajevo  | Bosnia y Herzegovina | 2024-25 |